# Kisenosato Yutaka
Kisenosato Yutaka (稀勢の里 寛), de son vrai nom Yutaka Hagiwara (萩原 寛, Hagiwara Yutaka), désormais Araiso, né le 3 juillet 1986 à Ashiya dans la préfecture de Hyōgo,, est un ancien lutteur de sumo professionnel.

## Carrière
Kisenosato fait ses débuts sur le dohyo lors du tournoi de printemps 2002, à l'age de quinze ans. Il est alors formé par le dernier maître de l'écurie Naruto, l'ancien yokozuna Takanosato (en).
Kisenosato atteint la division makuuchi en octobre 2004. L’autre lutteur ayant eu cette précocité en division élite était l’ancien yokozuna Takanohana. Il passe à plusieurs reprises komusubi et sekiwake de 2006 à 2010. Il atteint de nouveau le rang de sekiwake en décembre 2010, grade qu'il conserve jusqu'à atteindre le rang d'ōzeki en décembre 2011.
Le 25 janvier 2017, à la suite de sa victoire (yūshō) au honbasho du Nouvel An contre le mongol Hakuho, il est promu au grade de yokozuna. Il est le 72e yokozuna de l'histoire, le premier Japonais depuis 19 ans et la promotion de Wakanohana Masaru en 1998.
Le 26 mars 2017, il remporte le tournoi d'Osaka grâce à un dernier combat victorieux contre Terunofuji, malgré une blessure à l'épaule gauche contractée deux jours avant lors de son combat contre Harumafuji.
De mai 2017 à juillet 2018 inclus, il ne finit aucun grand tournoi, n'en débutant que quatre sur huit, déclarant forfait pour cause de blessures. Il finit positivement le tournoi de septembre 2018, avec un score de 10-5, mais déclare de nouveau forfait au tournoi de novembre après quatre défaites d'affilée.
Le 16 janvier 2019, son oyakata (entraîneur) Tagonoura annonce que Kisenosato prend sa retraite de lutteur au lendemain du troisième jour du tournoi de Tokyo, après trois défaites d'affilée. Au total, sur les trois derniers tournois, il restait sur une série de huit défaites consécutives. Kisenosato prend alors le nom d'Araiso.

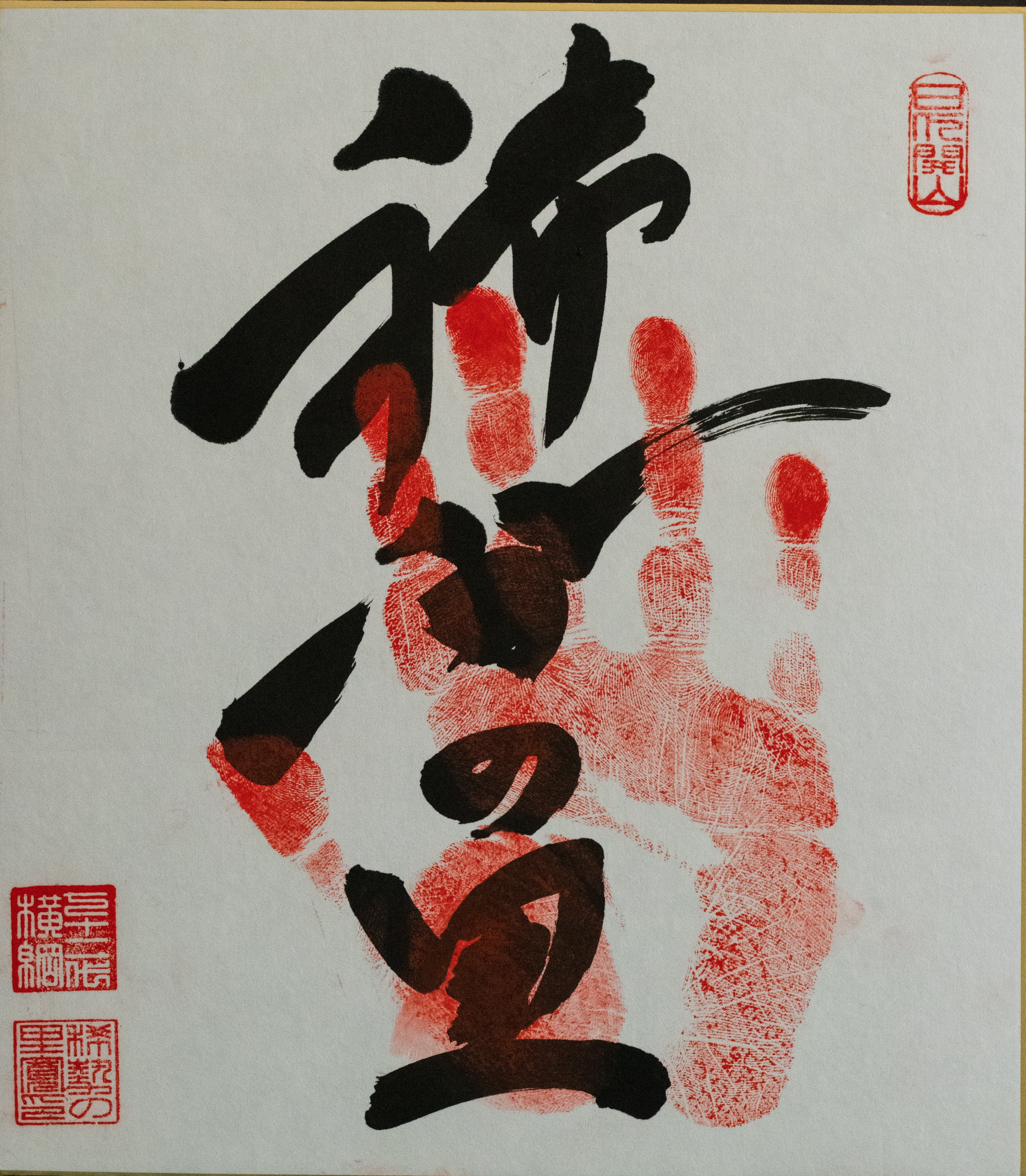
Tegata originale du Yokozuna Kisenosato

## Résultats par basho
| Année | Janvier Hatsu basho, Tokyo           | Mars Haru basho, Osaka                      | Mai Natsu basho, Tokyo              | Juillet Nagoya basho, Nagoya        | Septembre Aki basho, Tokyo          | Novembre Kyūshū basho, Fukuoka |
| --- | ------------------------------------ | ------------------------------------------- | ----------------------------------- | ----------------------------------- | ----------------------------------- | ------------------------------ |
| 2002 | x                                    | (Maezumo)                                   | Jonokuchi de l’Est #26 6–1          | Jonidan de l’Est #61 6–1            | Sandanme de l’Ouest #95 4–3         | Sandanme de l’Ouest #77 5–2    |
| 2003 | Sandanme de l’Ouest #49 5–2          | Sandanme de l’Ouest #21 3–4                 | Sandanme de l’Est #37 7–0–P         | Makushita de l’Est #25 3–4          | Makushita de l’Ouest #35 5–2        | Makushita de l’Est #25 4–3     |
| 2004 | Makushita de l’Est #18 7–0–Champion  | Makushita de l’Est #1 5–2                   | Jūryō de l’Ouest #12 9–6            | Jūryō de l’Est #6 8–7               | Jūryō de l’Ouest #3 9–6             | Maegashira de l’Ouest #16 9–6  |
| 2005 | Maegashira de l’Ouest #12 6–9        | Maegashira de l’Ouest #15 8–7               | Maegashira de l’Ouest #11 5–10      | Maegashira de l’Ouest #15 7–8       | Maegashira de l’Ouest #16 12–3 C    | Maegashira de l’Est #5 5–10    |
| 2006 | Maegashira de l’Est #9 8–7           | Maegashira de l’Est #7 10–5                 | Maegashira de l’Est #1 8–7          | Komusubi de l’Ouest #1 8–7          | Komusubi de l’Est #1 8–7 P          | Komusubi de l’Est #1 8–7       |
| 2007 | Komusubi de l’Est #1 7–8             | Maegashira de l’Est #1 6–9                  | Maegashira de l’Ouest #3 6–9        | Maegashira de l’Ouest #6 11–4       | Komusubi de l’Est #1 6–9            | Maegashira de l’Est #2 9–6     |
| 2008 | Maegashira de l’Est #1 10–5 P★       | Komusubi de l’Est #1 8–7                    | Komusubi de l’Est #1 10–5 C         | Komusubi de l’Est #1 6–9            | Maegashira de l’Est #2 6–9 ★        | Maegashira de l’Est #4 11–4    |
| 2009 | Komusubi de l’Est #1 8–7             | Sekiwake de l’Ouest #1 5–10                 | Maegashira de l’Est #4 13–2 C       | Sekiwake de l’Ouest #1 9–6          | Sekiwake de l’Est #1 7–8            | Komusubi de l’Est #1 6–9       |
| 2010 | Maegashira de l’Ouest #3 9–6         | Komusubi de l’Est #1 9–6                    | Sekiwake de l’Est #1 8–7            | Sekiwake de l’Est #1 7–8            | Komusubi de l’Est #1 7–8            | Maegashira de l’Est #1 10–5 P★ |
| 2011 | Sekiwake de l’Est #1 10–5 P          | Sekiwake de l’Ouest #1 Tournoi annulé 0–0–0 | Sekiwake de l’Ouest #1 8–7          | Sekiwake de l’Ouest #1 10–5         | Sekiwake de l’Ouest #1 12–3 P       | Sekiwake de l’Est #1 10–5 T    |
| 2012 | Ōzeki de l’Ouest #3 11–4             | Ōzeki de l’Est #2 9–6                       | Ōzeki de l’Est #2 11–4              | Ōzeki de l’Est #1 10–5              | Ōzeki de l’Ouest #1 10–5            | Ōzeki de l’Ouest #1 10–5       |
| 2013 | Ōzeki de l’Est #1 10–5               | Ōzeki de l’Est #1 10–5                      | Ōzeki de l’Est #1 13–2              | Ōzeki de l’Est #1 11–4              | Ōzeki de l’Est #1 11–4              | Ōzeki de l’Est #1 13–2         |
| 2014 | Ōzeki de l’Est #1 7–8                | Ōzeki de l’Est #2 9–6                       | Ōzeki de l’Est #1 12–2              | Ōzeki de l’Est #1 9–6               | Ōzeki de l’Ouest #1 9–6             | Ōzeki de l’Ouest #1 11–4       |
| 2015 | Ōzeki de l’Est #1 11–4               | Ōzeki de l’Est #1 9–6                       | Ōzeki de l’Est #1 11–4              | Ōzeki de l’Est #1 10–5              | Ōzeki de l’Ouest #1 11–4            | Ōzeki de l’Ouest #1 10–5       |
| 2016 | Ōzeki de l’Est #1 9–6                | Ōzeki de l’Ouest #1 13–2                    | Ōzeki de l’Est #1 13–2              | Ōzeki de l’Est #1 12–3              | Ōzeki de l’Est #1 10–5              | Ōzeki de l’Ouest #1 12–3       |
| 2017 | Ōzeki de l’Est #1 14–1               | Yokozuna de l’Ouest #2 13–2                 | Yokozuna de l’Est #1 6–5–4          | Yokozuna de l’Est #2 2–4–9          | Yokozuna de l’Est #2 Blessure 0–0–0 | Yokozuna de l’Est #2 4–6–5     |
| 2018 | Yokozuna de l’Ouest #1 1–5–9         | Yokozuna de l’Est #2 Blessure 0–0–0         | Yokozuna de l’Est #2 Blessure 0–0–0 | Yokozuna de l’Est #2 Blessure 0–0–0 | Yokozuna de l’Est #2 10–5           | Yokozuna de l’Est #2 0–5–10    |
| 2019 | Yokozuna de l’Est #1 Retraite 0–4–11 | x                                           | x                                   | x                                   | x                                   | x                              |
| Résultats sous la forme victoires – défaites – absences Champion du tournoi Vice-champion du tournoi Retraite Divisions inférieures Non-participation Sanshō : C = Combativité ; P = Performance exceptionnelle ; T = Technique Aussi représentés : ★ = Kinboshi ; P = Playoff(s) Divisions : Makuuchi — Jūryō — Makushita — Sandanme — Jonidan — Jonokuchi Rangs Makuuchi : Yokozuna — Ōzeki — Sekiwake — Komusubi — Maegashira |                                      |                                             |                                     |                                     |                                     |                                |